# Eoscarta bicolora
Eoscarta bicolora är en insektsart som beskrevs av Schmidt 1911. Eoscarta bicolora ingår i släktet Eoscarta och familjen spottstritar. Inga underarter finns listade i Catalogue of Life.